# ویلهلمینا دروکر
ویلهلمینا دروکر (هلندی: Wilhelmina Drucker; ۳۰ سپتامبر ۱۸۴۷ – ۵ دسامبر ۱۹۲۵) سیاست‌مدار، نویسنده، و روزنامه‌نگار اهل هلند بود.